# Волонда, Пьер Ален
Пьер Ален Волонда́ (фр. Pierre-Alain Volondat; род. 28 июля 1962, Вузон, департамент Луар и Шер) — французский пианист.
Учился в Орлеанской и Парижской консерваториях. В 1983 г. стал лауреатом Международного конкурса имени королевы Елизаветы.
Наибольшую известность принесли Пьеру Алену Волонда его интерпретации музыки Габриэля Форе. Записал также ряд произведений Клементи, Шопена, Листа, Равеля, Дебюсси.
По словам музыкального критика Юбера Кюло,

Музыкальные достоинства Волонда никогда не вызывали сомнения, но он производил впечатление буквально дышащего воздухом какой-то другой планеты, и сопровождавший его ореол таинственности многих озадачивал.